# 恵化駅

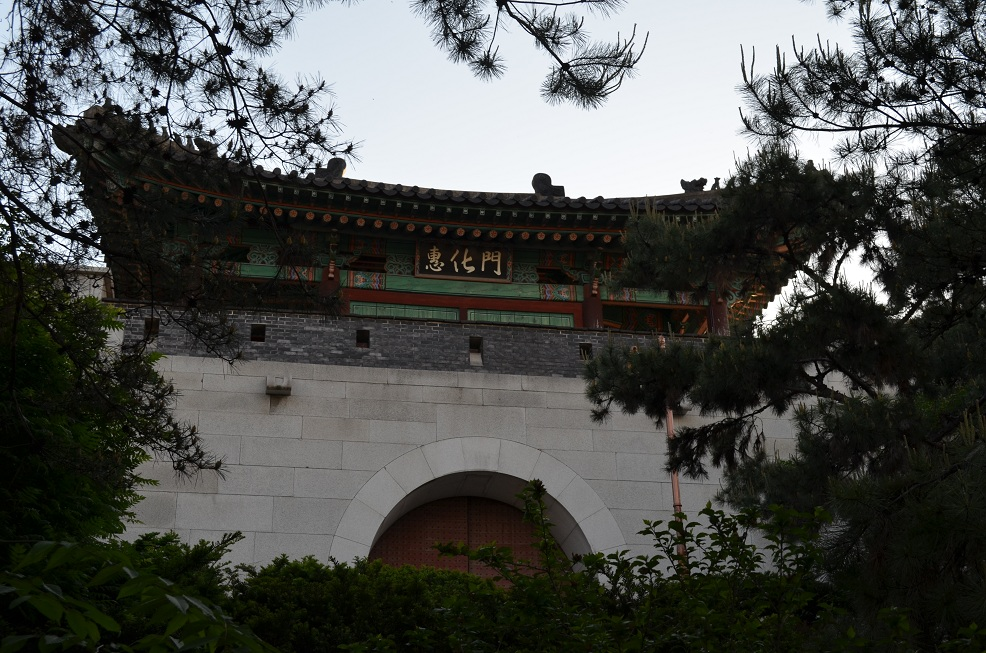
恵化門

恵化駅（へファえき）は、大韓民国ソウル特別市鐘路区明倫4街にある、ソウル交通公社4号線の駅。駅番号は420。かつてソウル大学校病院という副駅名が付いていた。

## 歴史
- 1985年10月18日 - 漢城大入口～舎堂間の開通とともにソウル特別市地下鉄公社（当時）の駅として開業。
- 2005年1月1日 - ソウル特別市地下鉄公社がソウルメトロに改称。
- 2017年5月31日 - ソウルメトロとソウル特別市都市鉄道公社が統合され、ソウル交通公社の駅となる。

## 駅構造
大学路の真下に位置する地下駅である。
ホームは相対式ホーム2面2線を有しており、フルスクリーンタイプのホームドアが設置されている。改札階に繋がる階段はホーム1面につき4か所、エレベータはホーム1面につき1基ずつ設置されている。
改札口は漢城大入口寄り（北側）と東大門寄り（南側）の2か所ある。化粧室は東大門寄りの改札外に1か所ある。
出入口は1番から4番まで合計4か所ある。

### のりば
のりばの番号は存在しない。
| 上り | 4号線 | 水踰・倉洞・蘆原・仏岩山方面     |
| 下り | 4号線 | ソウル駅・舎堂・衿井・烏耳島方面 |

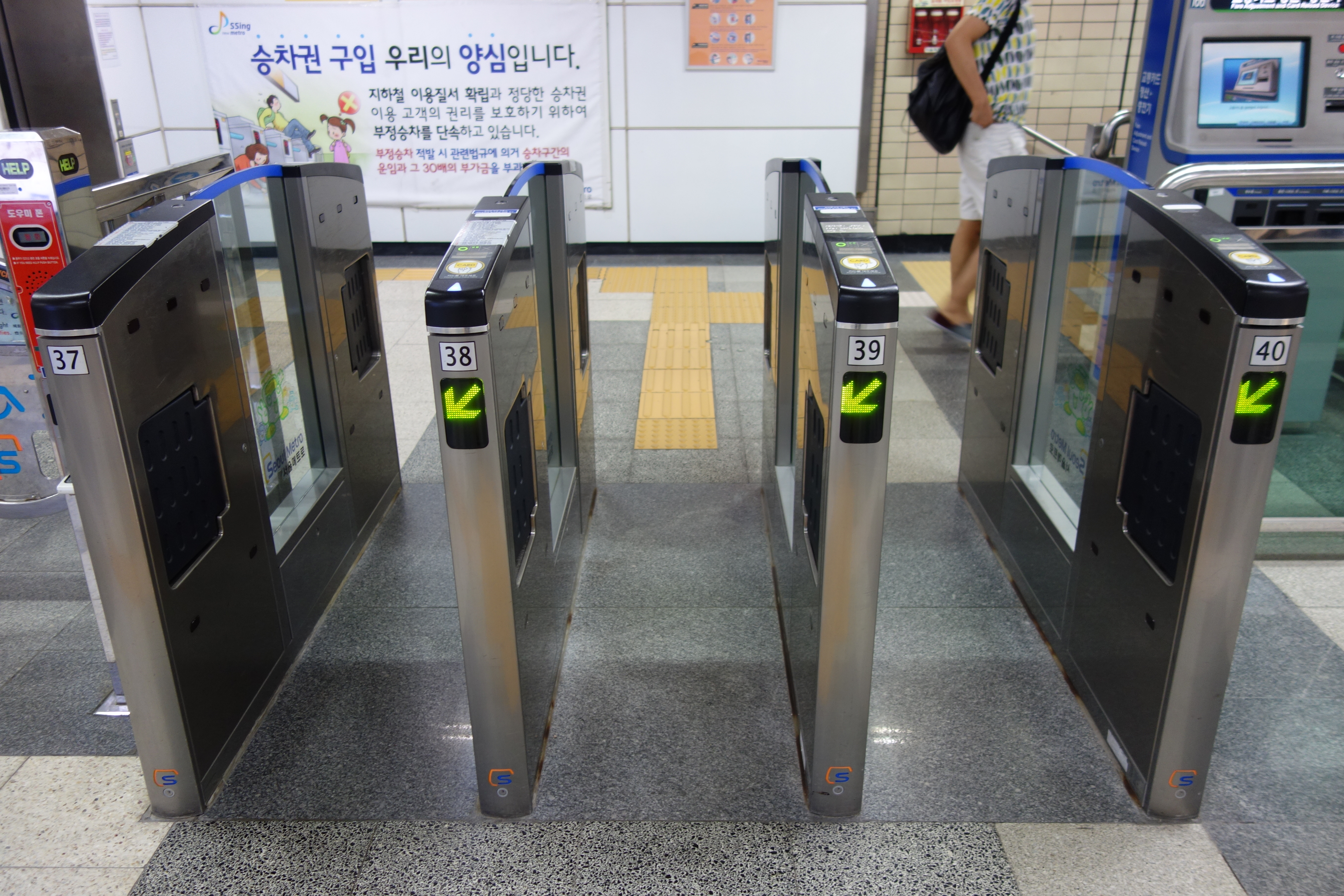
改札口（2013年7月）
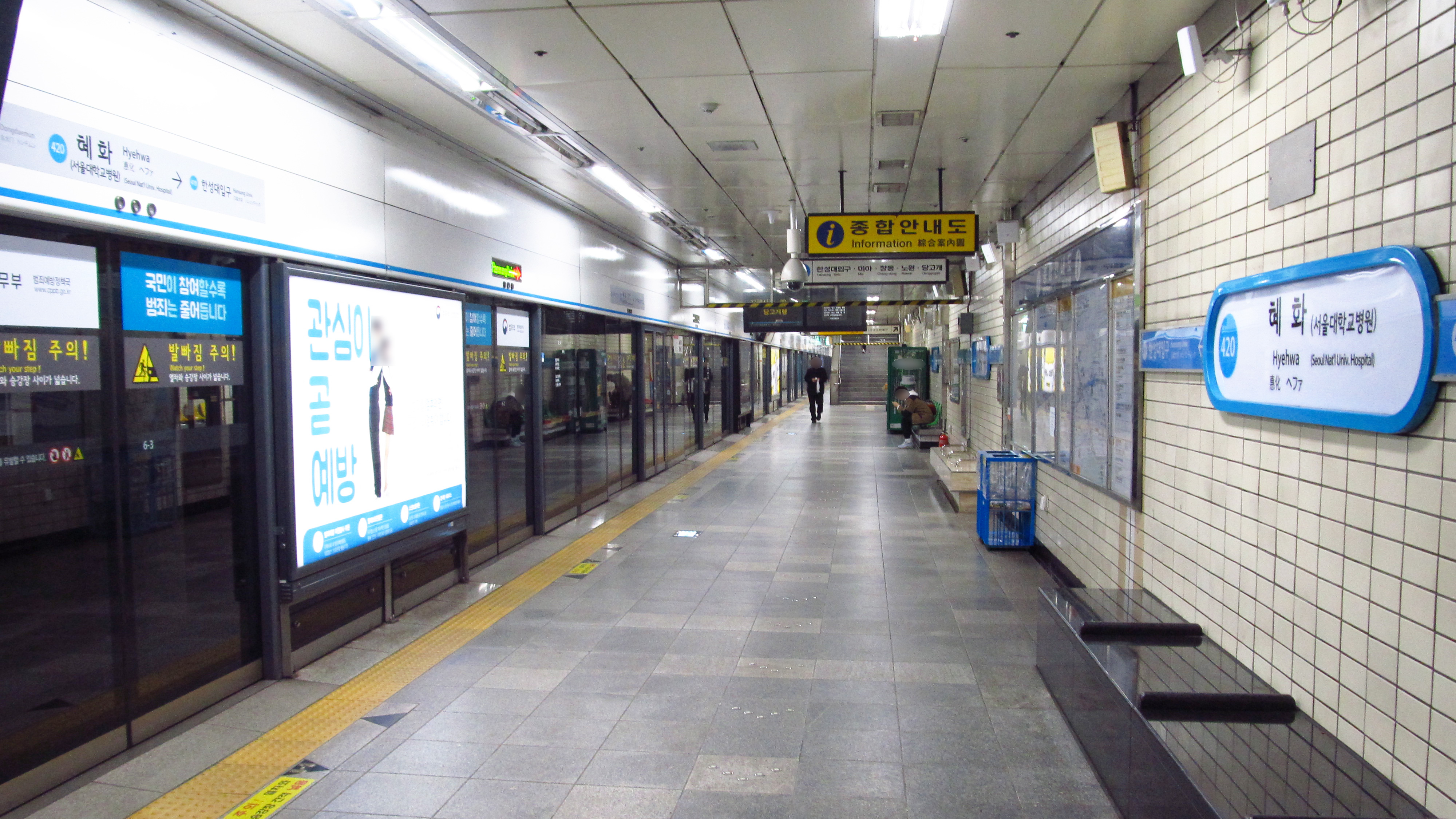
ホーム（2018年11月）
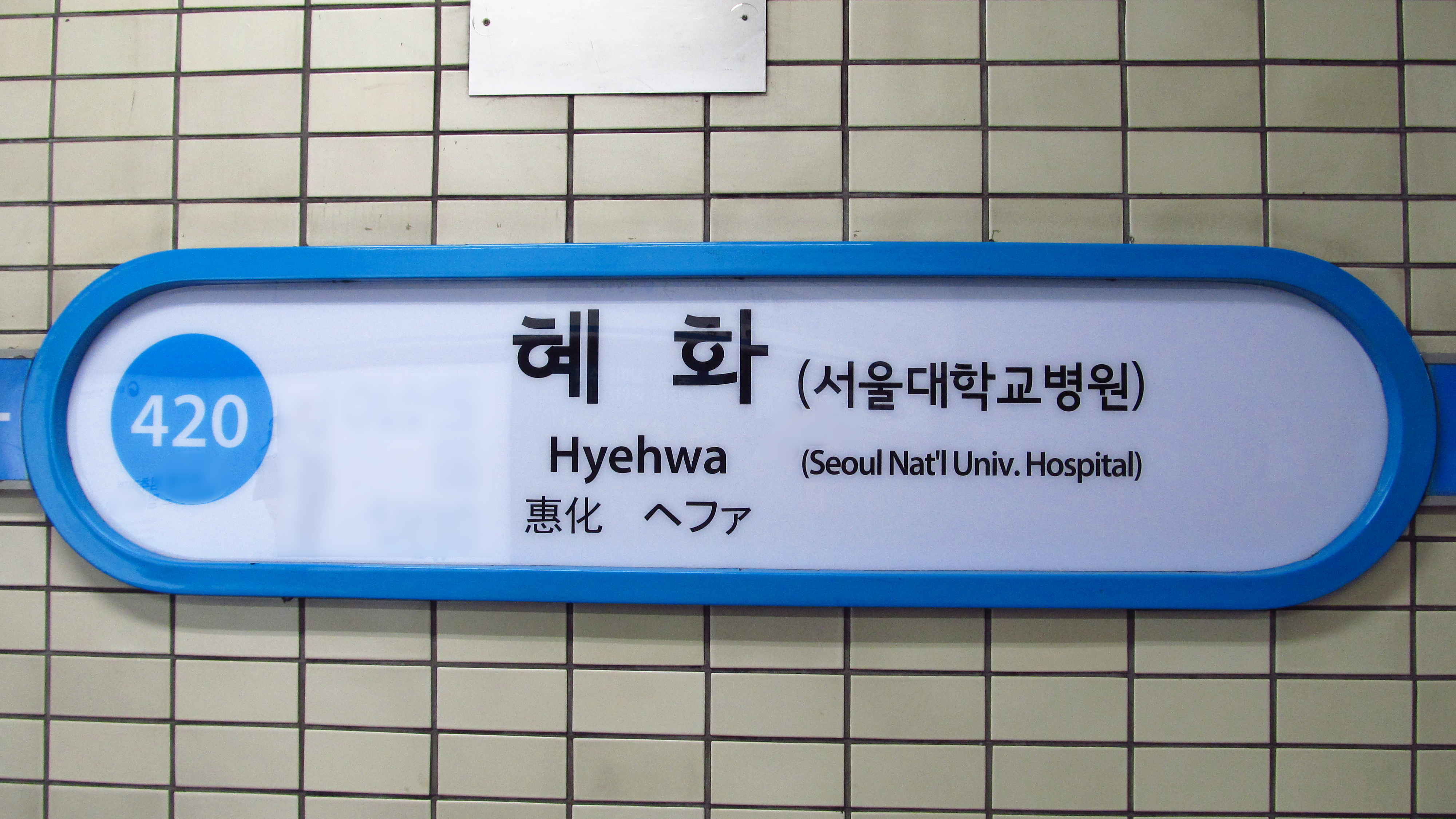
駅名標（2018年11月）

## 利用状況
近年の一日平均利用人員推移は下記のとおり。
| 路線  | 路線     | 2000年 | 2001年 | 2002年 | 2003年 | 2004年 | 2005年 | 2006年 | 2007年 | 2008年 | 2009年 | 出典  |
| ----- | -------- | ------ | ------ | ------ | ------ | ------ | ------ | ------ | ------ | ------ | ------ | ----- |
| 4号線 | 乗車人員 | 41,297 | 41,917 | 43,236 | 42,772 | 44,058 | 43,305 | 42,268 | 42,085 | 41,920 | 41,685 | [ 1 ] |
| 4号線 | 降車人員 | 47,299 | 48,490 | 48,910 | 47,679 | 48,351 | 47,688 | 46,374 | 45,983 | 45,473 | 45,227 | [ 1 ] |
| 4号線 | 乗降人員 | 88,597 | 90,407 | 92,145 | 90,451 | 92,409 | 90,993 | 88,642 | 88,068 | 87,393 | 86,912 | [ 1 ] |
| 路線  | 路線     | 2010年 | 2011年 | 2012年 | 2013年 | 2014年 | 2015年 | 2016年 | 2017年 | 2018年 | 2019年 | [ 1 ] |
| 4号線 | 乗車人員 | 41,633 | 43,120 | 43,523 | 44,480 | 45,464 | 43,979 | 43,415 | 42,721 | 42,001 | 41,991 | [ 1 ] |
| 4号線 | 降車人員 | 45,031 | 46,430 | 46,356 | 47,357 | 48,052 | 46,091 | 45,488 | 44,651 | 43,495 | 43,296 | [ 1 ] |
| 4号線 | 乗降人員 | 86,664 | 89,550 | 89,879 | 91,837 | 93,516 | 90,070 | 88,903 | 87,372 | 85,496 | 85,287 | [ 1 ] |

## 駅周辺

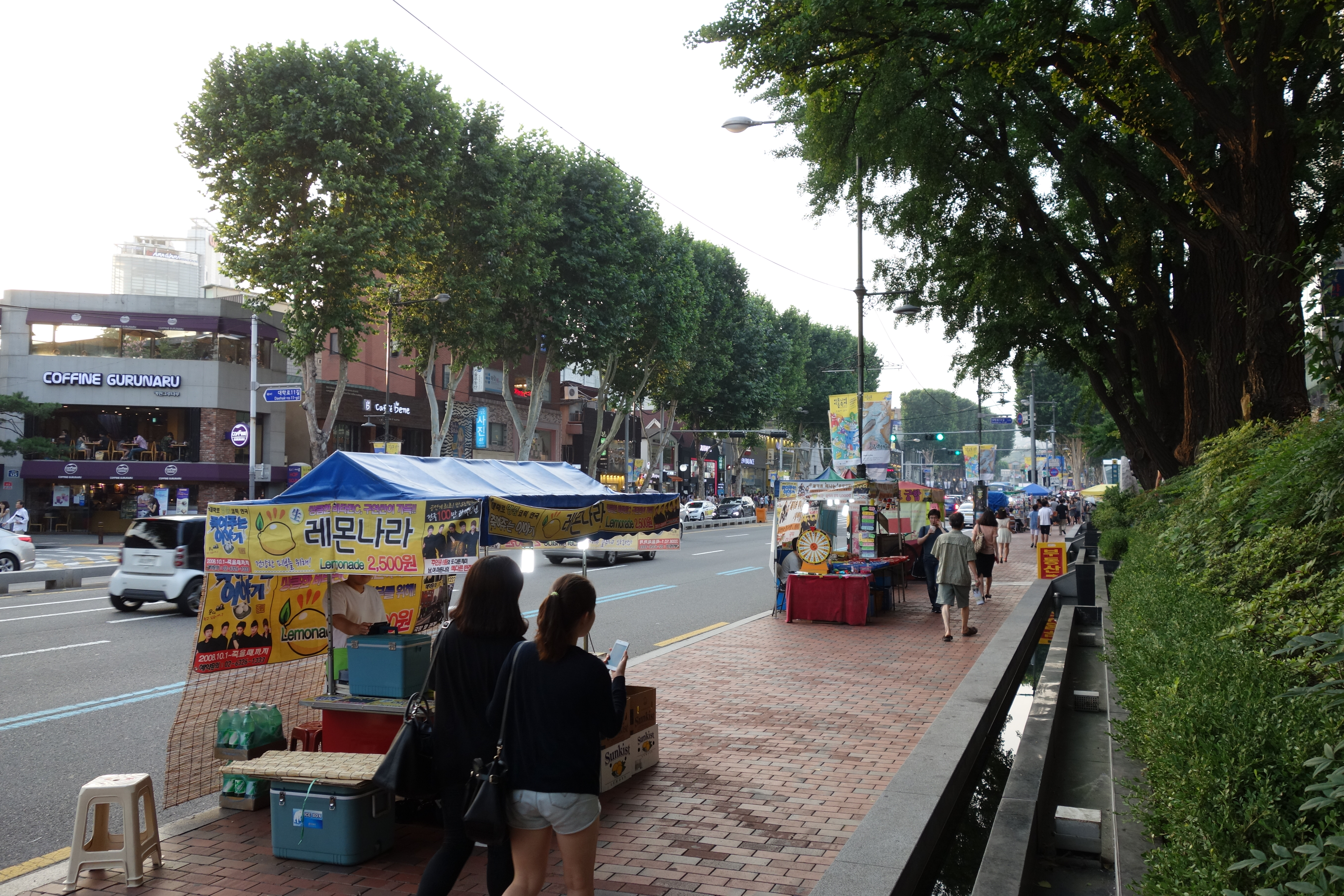
駅上の大学路

- 恵化洞聖堂（朝鮮語版）
- カトリック大学校聖神キャンパス
- 国立ソウル科学館
- 韓国公演芸術センター（朝鮮語版）
- アルコ芸術劇場
- 国際教育振興院
- 駱山
- 東星高等学校（朝鮮語版）
- 東星中学校（朝鮮語版）
- マロニエ公園
- ソウル大学校蓮建キャンパス
- ソウル大学校病院（朝鮮語版）
- ソウル大学校師範大学付属女子中学校（朝鮮語版）
- ソウル大学校師範大学付属初等学校（朝鮮語版）
- ソウル女子大学校 大学路キャンパス
- ソウル大学校歯科病院
- 成均館大学校人文社会科学キャンパス
- 昌慶宮
- 韓国文化芸術委員会（朝鮮語版）
- 韓国国際協力団
- 韓国文芸振興院
- 韓国放送通信大学校
- 漢城大学校 デザインキャンパス
- 恵化洞ロータリー
- 恵化アートセンター

## 隣の駅
ソウル交通公社
 4号線
漢城大入口駅 (419) - 恵化駅 (420) - 東大門駅 (421)